# Italia ai campionati del mondo di corsa in montagna
La Nazionale italiana di corsa in montagna è la squadra che rappresenta l'Italia ai Campionati del mondo di corsa in montagna.
I membri della nazionale sono suddivisi in quattro categorie, maschile assoluti, maschile U20M, femminile assolute e femminile U20W. Per tutte queste quattro categorie è poi prevista una classifica individuale per Nazioni che tiene conto del piazzamento dei migliori rappresentanti per ogni nazionale.
Dal 1985 al 1992, a livello di campionati mondiali, venne disputata una prova supplementare tra gli uomini assoluti, quella del percorso corto o "short".

## Campionati mondiali

### Maschili assoluti
| Anno                                     | Rango e nome dell`atleta | Classifica a squadre |
| Edizione 1 1985 San Vigilio di Marebbe   | 1. Alfonso Valicella 3. Fausto Bonzi 4. Claudio Simi 7. Privato Pezzoli                                                                                    | 1. ITA Oro           |
| Edizione 2 1986 Morbegno                 | 1. Alfonso Valicella 6. Costantino Bertolla 7. Privato Pezzoli 8. Luigi Bortoluzzi 11. Claudio Galeazzi 16. Davide Pozzi 20. Ivo Rovelli 24. Claudio Bonzi | 1. ITA Oro           |
| Edizione 3 1987 Lenzerheide              | 5. Pio Tomaselli 6. Privato Pezzoli 13. Alfonso Valicella 19. Claudio Galeazzi                                                                             | 1. ITA Oro           |
| Edizione 4 1988 Keswick                  | 1. Dino Tadello 2. Davide Milesi 4. Luigi Bortoluzzi 10. Privato Pezzoli                                                                                   | 1. ITA Oro           |
| Edizione 5 1989 Die e Chatillon-en-Diois | 2. Costantino Bertolla 3. Luigi Bortoluzzi 7. Fabio Ciaponi                                                                                                | 1. ITA Oro           |
| Edizione 6 1990 Telfes                   | 1. Costantino Bertolla 3. Luigi Bortoluzzi 7. Fabio Ciaponi 17. Privato Pezzoli                                                                            | 1. ITA Oro           |
| Edizione 7 1991 Zermatt                  | 5. Costantino Bertolla 6. Davide Milesi 9. Marco Toini 12. Bortolo Saio                                                                                    | 1. ITA Oro           |
| Edizione 8 1992 Val di Susa              | 3. Costantino Bertolla 8. Marco Toini 13. Claudio Amati 21. Fabio Ciaponi 48. Andrea Agostini                                                              | 2. ITA Argento       |
| Edizione 9 1993 Gap                      | 6. Costantino Bertolla 11. Adriano Pezzoli 12. Antonio Molinari 14. Fabio Ciaponi 17. Battista Lizzoli 19. Lucio Fregona                                   | 1. ITA Oro           |
| Edizione 10 1994 Berchtesgaden           | 5. Galdino Pilot 12. Costantino Bertolla 18. Claudio Amati 27. Andrea Agostini 37. Roberto Barbi                                                           | 1. ITA Oro           |
| Anno                                     | Rango e nome dell`atleta | Classifica a squadre |
| Edizione 11 1995 Edimburgo               | 1. Lucio Fregona 3. Marco Toini 4. Antonio Molinari 5. Andrea Agostini 6. Roberto Barbi 16. Gino Caneva                                                    | 1. ITA Oro           |
| Edizione 12 1996 Telfes                  | 1. Antonio Molinari 2. Severino Bernardini 6. Lucio Fregona 15. Massimo Galliano 18. Costantino Bertolla 21. Claudio Amati                                 | 1. ITA Oro           |
| Edizione 13 1997 Malé Svatonovice        | 1. Marco De Gasperi 2. Davide Milesi 7. Lucio Fregona 8. Antonio Molinari 14. Carmelo Traini 36. Danilo Bosio                                              | 1. ITA Oro           |
| Edizione 14 1998 Dimitile La Reunion     | 2. Antonio Molinari 7. Davide Milesi 12. Massimo Galliano 20. Lucio Fregona 35. Marco De Gasperi                                                           | 1. ITA Oro           |
| Edizione 15 1999 Mount Kinabalu Park     | 1. Marco De Gasperi 3. Gino Caneva 6. Lucio Fregona 13. Antonio Molinari 51. Simone Lenzi                                                                  | 1. ITA Oro           |
| Edizione 16 2000 Bergen                  | 5. Sergio Chiesa 10. Massimo Galliano 15. Antonio Molinari 16. Roberto Calandro 17. Marco De Gasperi 47. Davide Milesi                                     | 1. ITA Oro           |
| Edizione 17 2001 Arta Terme              | 1. Marco De Gasperi 2. Emanuele Manzi 5. Lucio Fregona 11. Alessio Rinaldi 16. Antonio Molinari 18. Andrea Agostini                                        | 1. ITA Oro           |
| Edizione 18 2002 Innsbruck               | 5. Marco Gaiardo 8. Antonio Molinari 9. Marco De Gasperi 15. Emanuele Manzi 36. Davide Milesi 43. Alessio Rinaldi                                          | 1. ITA Oro           |
| Edizione 19 2003 Girdwood (Alaska)       | 1. Marco De Gasperi 3. Marco Gaiardo 7. Emanuele Manzi 13. Claudio Cassi 17. Alessio Rinaldi 37. Marco Agostini                                            | 1. ITA Oro           |
| Edizione 20 2004 Sauze d`Oulx            | 6. Marco Gaiardo 9. Marco De Gasperi 11. Davide Chicco 18. Gabriele Abate 21. Roberto Porro 25. Antonio Molinari                                           | 1. ITA Oro           |
| Anno                                     | Rango e nome dell`atleta | Classifica a squadre |
| Edizione 21 2005 Wellington              | 2. Gabriele Abate 3. Davide Chicco 4. Marco Gaiardo 8. Emanuele Manzi 11. Alessio Rinaldi 44. Antonio Molinari                                             | 1. ITA Oro           |
| Edizione 22 2006 Bursa-Uludag            | 5. Marco De Gasperi 6. Marco Gaiardo 15. Gabriele Abate 18. Davide Chicco 26. Emanuele Manzi 36. Diego Filippi                                             | 2. ITA Argento       |
| Edizione 23 2007 Ovronnaz                | 1. Marco De Gasperi 6. Marco Gaiardo 11. Gabriele Abate 12. Andrea Regazzoni 19. Marco Rinaldi 23. Davide Chicco                                           | 1. ITA Oro           |
| Edizione 24 2008 Crans-Montana           | 4. Bernard Dematteis 8. Marco De Gasperi 11. Marco Gaiardo 20. Gabriele Abate 22. Hannes Rungger 37. Emanuele Manzi                                        | 1. ITA Oro           |
| Edizione 25 2009 Campodolcino            | 4. Bernard Dematteis 8. Marco De Gasperi 9. Martin Dematteis 18. Emanuele Manzi 22. Gabriele Abate 29. Marco Gaiardo                                       | 2. ITA Argento       |
| Edizione 26 2010 Kamnik                  | 11. Gabriele Abate 17. Marco De Gasperi 24. Bernard Dematteis 25. Antonio Toninelli 35. Gerd Frick 37. Tommaso Vaccina                                     | 3. ITA Bronzo        |
| Edizione 27 2011 Tirana                  | 3. Martin Dematteis 4. Bernard Dematteis 5. Marco De Gasperi 14. Gabriele Abate 16. Emanuele Manzi 24. Alex Baldaccini                                     | 1. ITA Oro           |
| Edizione 28 2012 Temu-Ponte di Legno     | 5. Gabriele Abate 6. Alex Baldaccini 7. Marco De Gasperi 13. Xavier Chevrier 19. Bernard Dematteis 49. Antonio Toninelli                                   | 2. ITA Argento       |
| Edizione 29 2013 Krynica-Zdroj           | 5. Bernard Dematteis 10. Martin Dematteis 11. Alex Baldaccini 14. Gabriele Abate 17. Luca Cagnati 22. Xavier Chevrier                                      | 2. ITA Argento       |
| Edizione 30 2014 Cassette di Massa       | 4. Bernard Dematteis 13. Martin Dematteis 14. Xavier Chevrier 24. Luca Cagnati 35. Alex Baldaccini 42. Tommaso Vaccina                                     | 3. ITA Bronzo        |
| Anno                                     | Rango e nome dell`atleta | Classifica a squadre |
| Edizione 31 2015 Betws-y-Coed            | 2. Bernard Dematteis 4. Martin Dematteis 7. Xavier Chevrier 12. Alex Baldaccini 16. Luca Cagnati 18. Alessandro Rambaldini                                 | 1. ITA Oro           |
| Edizione 32 2016 Sapareva-Banja          | 6. Bernard Dematteis 8. Martin Dematteis 9. Alex Baldaccini 10. Xavier Chevrier 18. Francesco Puppi 48. Nicola Spada                                       | 2. ITA Argento       |
| Edizione 33 2017 Premana                 | 5. Xavier Chevrier 6. Bernard Dematteis 11. Martin Dematteis 12. Cesare Maestri                                                                            | 2. ITA Argento       |

#### Medagliere individuale maschile
La tabella è preordinata secondo l`ordine alfabetico, ma è possibile ordinare i dati secondo qualunque colonna, come ad esempio il numero totale di medaglie d'oro o il numero totale di medaglie complessive. Per ordinare secondo numero di medaglie d'oro, numero di medaglie d'argento, numero di medaglie di bronzo (come fatto in via ufficiosa dal CIO e dalla maggior parte delle emittenti televisive) occorre ordinare prima la colonna dei bronzi, poi degli argenti, poi degli ori (cliccando due volte perché il primo click del mouse ordina in maniera crescente).
| Atleta              | Oro | Argento | Bronzo | Totale |
| ------------------- | --- | ------- | ------ | ------ |
| Alfonso Valicella   | 2   | 0       | 0      | 2      |
| Antonio Molinari    | 1   | 1       | 0      | 2      |
| Bernard Dematteis   | 0   | 1       | 0      | 1      |
| Costantino Bertolla | 1   | 1       | 1      | 3      |
| Davide Chicco       | 0   | 0       | 1      | 1      |
| Davide Milesi       | 0   | 2       | 0      | 2      |
| Dino Tadello        | 1   | 0       | 0      | 1      |
| Emanuele Manzi      | 0   | 1       | 0      | 1      |
| Fausto Bonzi        | 0   | 1       | 0      | 1      |
| Gabriele Abate      | 0   | 1       | 0      | 1      |
| Gino Caneva         | 0   | 0       | 1      | 1      |
| Lucio Fregona       | 1   | 0       | 0      | 1      |
| Luigi Bortoluzzi    | 0   | 0       | 2      | 2      |
| Marco De Gasperi    | 5   | 0       | 0      | 5      |
| Marco Gaiardo       | 0   | 0       | 1      | 1      |
| Marco Toini         | 0   | 0       | 1      | 1      |
| Severino Bernardini | 0   | 1       | 0      | 1      |

#### Medagliere a squadre maschile
| Squadra | Oro | Argento | Bronzo | Totale |
| ------- | --- | ------- | ------ | ------ |
| Italia  | 24  | 7       | 2      | 33     |

### Maschili assoluti percorso corto
Questa prova breve venne disputata tra il 1985 e il 1992.
| Anno                                     | Rango e nome dell`atleta | Classifica a squadre |
| Edizione 1 1985 San Vigilio di Marebbe   | 2. Maurizio Simonetti 3. Luigi Bortoluzzi 4. Gian Battista Scanzi 5. Stefano Visini                                                              | 1. ITA Oro           |
| Edizione 2 1986 Morbegno                 | 1. Maurizio Simonetti 2. Fausto Bonzi 3. Renato Gotti 4. P. Alberto Tassi 5. Vito Cornolti 6. Davide Milesi 8. Lucio Fregona 34. Batista Lizzoli | 1. ITA Oro           |
| Edizione 3 1987 Lenzerheide              | 1. Fausto Bonzi 2. Luigi Bortoluzzi 3. Renato Gotti 10. P. Alberto Tassi                                                                         | 1. ITA Oro           |
| Edizione 4 1988 Keswick                  | 1. Alfonso Valicella 4. Lucio Fregona 6. Claudio Galeazzi 7. Fausto Bonzi                                                                        | 1. ITA Oro           |
| Edizione 5 1989 Die e Chatillon-en-Diois | 1. Fausto Bonzi 4. Claudio Galeazzi 5. Lucio Fregona 21. Gianni Vello                                                                            | 1. ITA Oro           |
| Edizione 6 1990 Telfes                   | 1. Severino Bernardini 2. Fausto Bonzi 3. Lucio Fregona 7. Giovanni Rossi                                                                        | 1. ITA Oro           |
| Edizione 7 1991 Zermatt                  | 6. Fabio Ciaponi 7. Andrea Agostini 8. Paolo Agostini 13. Fausto Bonzi                                                                           | 2. ITA Argento       |
| Edizione 8 1992 Val di Susa              | 5. Davide Milesi 8. Fausto Bonzi 11. Lucio Fregona 16. Giovanni Rossi 19. Batista Lizzoli                                                        | 2. ITA Argento       |

#### Medagliere individuale percorso corto
| Atleta              | Oro | Argento | Bronzo | Totale |
| ------------------- | --- | ------- | ------ | ------ |
| Alfonso Valicella   | 1   | 0       | 0      | 1      |
| Fausto Bonzi        | 2   | 2       | 0      | 4      |
| Lucio Fregona       | 0   | 0       | 1      | 1      |
| Luigi Bortoluzzi    | 0   | 1       | 1      | 2      |
| Maurizio Simonetti  | 1   | 1       | 0      | 2      |
| Renato Gotti        | 0   | 0       | 2      | 2      |
| Severino Bernardini | 1   | 0       | 0      | 1      |

#### Medagliere a squadre percorso corto
| Atleta | Oro | Argento | Bronzo | Totale |
| ------ | --- | ------- | ------ | ------ |
| Italia | 6   | 2       | 0      | 8      |

### Maschile Juniori/U20M
| Anno                                     | Rango e nome dell`atleta | Classifica a squadre |
| Edizione 1 1985 San Vigilio di Marebbe   | 1. Batista Lizzoli 5. Emiliano Milesi 6. Franco Naitza 8. Isidoro Cavagna                                                                          | 1. ITA Oro           |
| Edizione 2 1986 Morbegno                 | 1. Franco Naitza 3. Ezio Chappoz 4. Emiliano Milesi 6. Davide Zubiani 7. Antonio Molinari 8. Giacomino Lizzoli 14. Ivo Locatelli 18. Mario Creazzi | 1. ITA Oro           |
| Edizione 3 1987 Lenzerheide              | 1. Fausto Lizzoli 3. Daniele Milanni 6. Mario Poletti 7. Ivo Locatelli                                                                             | 1. ITA Oro           |
| Edizione 4 1988 Keswick                  | 4. Fausto Lizzoli 7. Mario Poletti 9. Andrea Agostini 11. Roberto Bonacorsi                                                                        | 3. ITA Bronzo        |
| Edizione 5 1989 Die e Chatillon-en-Diois | 1. Andrea Agostini 3. Ivan Paragoni 8. Alfio Rovelli 9. Orlando Zappella                                                                           | 2. ITA Argento       |
| Edizione 6 1990 Telfes                   | 5. Danilo Bosio 9. Simone Pagani 13. Alfio Rovelli 26. Filippo Marchessi                                                                           | 2. ITA Argento       |
| Edizione 7 1991 Zermatt                  | 3. Dario Fracassi 9. Simone Lenzi 10. Simone Pagani 24. Martin Mayerhofer                                                                          | 1. ITA Oro           |
| Edizione 8 1992 Val di Susa              | 1. Maurizio Gemetto 2. Massimo Galliano 7. Dario Fracassi 21. Gabriele De Nard                                                                     | 1. ITA Oro           |
| Edizione 9 1993 Gap                      | 1. Gabriele De Nard 2. Maurizio Gemetto 9. William Depoi 18. Moreno Nucera                                                                         | 1. ITA Oro           |
| Edizione 10 1994 Berchtesgaden           | 7. Maurizio Bonetti 10. Rudy Golino 14. Alessio Rinaldi 21. Fabrizio Triulzi                                                                       | 2. ITA Argento       |
| Anno                                     | Rango e nome dell`atleta | Classifica a squadre |
| Edizione 11 1995 Edimburgo               | 1. Maurizio Bonetti 4. Emanuele Manzi 5. Marco Denigris 7. Marco De Gasperi                                                                        | 1. ITA Oro           |
| Edizione 12 1996 Telfes                  | 1. Marco De Gasperi 2. Alberto Mosca 8. Emanuele Manzi 13. Paolo Germanetto                                                                        | 1. ITA Oro           |
| Edizione 13 1997 Malé Svatonovice        | 2. Roberto Del Soglio 6. Alessio Conti 8. Alberto Mosca 9. Gabriele Abate                                                                          | 1. ITA Oro           |
| Edizione 14 1998 Dimitile La Reunion     | 4. Roberto Del Soglio 5. Gabriele Abate 7. Matteo Bagiotti 26. Gianluca Pelusi                                                                     | 1. ITA Oro           |
| Edizione 15 1999 Mount Kinabalu Park     | 1. Beniamino Lubrini 7. Johnny Cattaneo 13. Matteo Massi 24. Alessandro Tonazzini                                                                  | 1. ITA Oro           |
| Edizione 16 2000 Bergen                  | 4. Alessandro Tonazzini 5. Matteo Massi 6. Johnny Cattaneo 27. Marco Aimobot                                                                       | 1. ITA Oro           |
| Edizione 17 2001 Arta Terme              | 1. Stefano Scaini 3. Davide Spini 6. Marco Rinaldi 31. Mirko Risina                                                                                | 1. ITA Oro           |
| Edizione 18 2002 Innsbruck               | 1. Stefano Scaini 4. Antonio Toninelli 8. Luca Orlandi 24. Marco Rinaldi                                                                           | 1. ITA Oro           |
| Edizione 19 2003 Girdwood (Alaska)       | 8. Antonio Toninelli 9. Ruggero Ghezzi 10. Nicola Spada 17. Luca Orlandi                                                                           | 2. ITA Argento       |
| Edizione 20 2004 Sauze d`Oulx            | 5. Bernard Dematteis 11. Mattia Roppolo 14. Martin Dematteis 15. Ruggero Ghezzi                                                                    | 3. ITA Bronzo        |
| Anno                                     | Rango e nome dell`atleta | Classifica a squadre |
| Edizione 21 2005 Wellington              | 3. Martin Dematteis 5. Bernard Dematteis 8. Diego Ingiona Scaffidi 13. Andrea Rizzardini                                                           | 2. ITA Argento       |
| Edizione 22 2006 Bursa-Uludag            | 10. Alessandro Martino 14. Mattia Scrimaglia 16. Nicolò Roppolo 21. Vincenzo Scuro                                                                 | 3. ITA Bronzo        |
| Edizione 23 2007 Ovronnaz                | 16. Alex Baldaccini 24. Andrea Tabacchi 30. Richard Tiraboschi 35. Valerio Bendotti                                                                | 3. ITA Bronzo        |
| Edizione 24 2008 Crans-Montana           | 2. Riccardo Sterni 12. Xavier Chevrier 21. Emanuele Rampa 32. Luca Re                                                                              | 3. ITA Bronzo        |
| Edizione 25 2009 Campodolcino            | 1. Xavier Chevrier 5. Luca Cagnati 10. Kelemu Crippa 11. Marco Leoni                                                                               | 2. ITA Argento       |
| Edizione 26 2010 Kamnik                  | 11. Paolo Ruatti 12. Massimo Farcoz 18. Andrea Debiasi 48. Alex Cavallar                                                                           | 3. ITA Bronzo        |
| Edizione 27 2011 Tirana                  | 5. Cesare Maestri 13. Dylan Titon 14. Andrea Pellissero 37. Marco Barbuscio                                                                        | 3. ITA Bronzo        |
| Edizione 28 2012 Temu-Ponte di Legno     | 5. Nekagenet Crippa 12. Dylan Titon 13. Cesare Maestri 22. Michael Monella                                                                         | 3. ITA Bronzo        |
| Edizione 29 2013 Krynica-Zdroj           | 1. Nekagenet Crippa 10. Michele Vaia 18. Nadir Cavagna 29. Gianpaolo Crotti                                                                        | 2. ITA Argento       |
| Edizione 30 2014 Cassette di Massa       | 4. Nadir Cavagna 6. Davide Magnini 24. Henri Aymonod 39. Luca Ventura                                                                              | 2. ITA Argento       |
| Anno                                     | Rango e nome dell`atleta | Classifica a squadre |
| Edizione 31 2015 Betws-y-Coed            | 4. Davide Magnini 7. Alberto Vender 21. Luca Catoni 22. Luca Ventura                                                                               | 4. ITA               |
| Edizione 32 2016 Sapareva-Banja          | 6. Daniel Pattis 7. Davide Magnini 28. Riccardo Rabino 34. Andrea Rostan                                                                           | 2. ITA Argento       |
| Edizione 33 2017 Premana                 | 2. Daniel Pattis 11. Andrea Prandi 12. Andrea Rostan 15. Stefano Martinelli                                                                        | 3. ITA Bronzo        |

#### Medagliere individuale U20M
Per ragioni di età (tra gli U20M si rimane solo alcuni anni) vengono elencati solo gli atleti che hanno vinto almeno 2 medaglie.
| Atleta           | Oro | Argento | Bronzo | Totale |
| ---------------- | --- | ------- | ------ | ------ |
| Maurizio Gemetto | 1   | 1       | 0      | 2      |
| Stefano Scaini   | 2   | 0       | 0      | 2      |

#### Medagliere a squadre U20M
| Squadra | Oro | Argento | Bronzo | Totale |
| ------- | --- | ------- | ------ | ------ |
| Italia  | 14  | 9       | 9      | 32     |

### Femminile assolute
| Anno                                     | Rango e nome dell`atleta | Classifica a squadre |
| Edizione 1 1985 San Vigilio di Marebbe   | 2. Chiara Saporetti 3. Guidina Dal Sasso 4. Valentina Bottarelli 7. Sonia Basso                                                                       | 1. ITA Oro           |
| Edizione 2 1986 Morbegno                 | 2. Valentina Bottarelli 6. Lucia Soranzo 9. Sonia Basso 10. Gemma Gaddo 13. Maria Cocchetti 19. Cristina Porta 21. Tiziana Pasini 23. Claudia Priotti | 2. ITA Argento       |
| Edizione 3 1987 Lenzerheide              | 3. Giuliana Savaris 6. Maria Cocchetti 7. Lucia Soranzo 19. Cristina Porta                                                                            | 1. ITA Oro           |
| Edizione 4 1988 Keswick                  | 4. Giuliana Savaris 5. Grazia Magili 10. Maria Cocchetti 16. Valentina Bottarelli                                                                     | 2. ITA Argento       |
| Edizione 5 1989 Die e Chatillon-en-Diois | 3. Manuela Di Centa 7. Maria Cocchetti 11. Giuliana Savaris 16. Maria Grazia Roberti                                                                  | 1. ITA Oro           |
| Edizione 6 1990 Telfes                   | 2. Maria Cocchetti 8. Antonella Molinari 15. Guidina Dal Sasso 20. Giuliana Savaris                                                                   | 2. ITA Argento       |
| Edizione 7 1991 Zermatt                  | 2. Manuela Di Centa 7. Maria Cocchetti 13. Maria Grazia Roberti 16. Pina Deiana                                                                       | 3. ITA Bronzo        |
| Edizione 8 1992 Val di Susa              | 10. Antonella Molinari 11. Maria Grazia Roberti 28. Giuliana Savaris 32. Ornella Cadamuro                                                             | 4. ITA               |
| Edizione 9 1993 Gap                      | 4. Nives Curti 5. Maria Grazia Roberti 8. Valeria Colpo 9. Antonella Molinari                                                                         | 1. ITA Oro           |
| Edizione 10 1994 Berchtesgaden           | 4. Nives Curti 14. Maria Grazia Roberti 17. Antonella Molinari 36. Mirela Cabodi                                                                      | 3. ITA Bronzo        |
| Anno                                     | Rango e nome dell`atleta | Classifica a squadre |
| Edizione 11 1995 Edimburgo               | 3. Nives Curti 8. Mirella Cabodi 9. Maria Grazia Roberti 25. Valeria Colpo                                                                            | 2. ITA Argento       |
| Edizione 12 1996 Telfes                  | 5. Flavia Gaviglio 7. Rosita Rota Gelpi 11. Maria Grazia Roberti 14 .Matilde Ravizza                                                                  | 2. ITA Argento       |
| Edizione 13 1997 Malé Svatonovice        | 6. Rosita Rota Gelpi 8. Flavia Gaviglio 10. Maria Grazia Roberti 21. Mirela Cabodi                                                                    | 2. ITA Argento       |
| Edizione 14 1998 Dimitile La Reunion     | 2. Matilde Ravizza 5. Maria Grazia Roberti 11. Rosita Rota Gelpi 14. Pierangela Baronchelli                                                           | 1. ITA Oro           |
| Edizione 15 1999 Mount Kinabalu Park     | 1. Rosita Rota Gelpi 4. Flavia Gaviglio 5. Pierangela Baronchelli 12. Maria Grazia Roberti                                                            | 1. ITA Bronzo        |
| Edizione 16 2000 Bergen                  | 5. Matilde Ravizza 10. Pierangela Baronchelli 12. Flavia Gaviglio 25. Rosita Rota Gelpi                                                               | 2. ITA Argento       |
| Edizione 17 2001 Arta Terme              | 10. Rosita Rota Gelpi 12. Pierangela Baronchelli 16. Flavia Gaviglio 20. Daniela Spilotti                                                             | 1. ITA Oro           |
| Edizione 18 2002 Innsbruck               | 2. Antonella Confortola 7. Pierangela Baronchelli 13. Rosita Rota Gelpi 16. Vittoria Salvini                                                          | 1. ITA Oro           |
| Edizione 19 2003 Girdwood (Alaska)       | 4. Antonella Confortola 17. Angela Serena 20. Vittoria Salvini 29. Flavia Gaviglio                                                                    | 5. ITA               |
| Edizione 20 2004 Sauze d`Oulx            | 1. Rosita Rota Gelpi 4. Antonella Confortola 9. Flavia Gaviglio 23. Matilde Ravizza                                                                   | 1. ITA Oro           |
| Anno                                     | Rango e nome dell`atleta | Classifica a squadre |
| Edizione 21 2005 Wellington              | 6. Vittoria Salvini 9. Maria Grazia Roberti 10. Pierangela Baronchelli 25. Elisa Desco                                                                | 1. ITA Oro           |
| Edizione 22 2006 Bursa-Uludag            | 5. Vittoria Salvini 12. Maria Grazie Roberti 22. Monica Morstofolini 35. Elisa Desco                                                                  | 3. ITA Bronzo        |
| Edizione 23 2007 Ovronnaz                | 4. Elisa Desco 11. Maria Grazia Roberti 14. Monica Morstofolini 16. Vittoria Salvini                                                                  | 3. ITA Bronzo        |
| Edizione 24 2008 Crans-Montana           | 2. Renate Rungger 3. Elisa Desco 28. Maria Grazia Roberti 42. Vittoria Salvini                                                                        | 3. ITA Bronzo        |
| Edizione 25 2009 Campodolcino            | 1. Valentina Belotti 2. Maria Grazia Roberti 21. Cristina Scolari Elisa Desco (squalificata per doping)                                               | 2. ITA Argento       |
| Edizione 26 2010 Kamnik                  | 2. Valentina Belotti 6. Antonella Confortola 9. Maria Grazia Roberti 30. Alice Gaggi                                                                  | 1. ITA Oro           |
| Edizione 27 2011 Tirana                  | 7. Ornella Ferrara 8. Antonella Confortola 9. Alice Gaggi 14. Valentina Belotti                                                                       | 1. ITA Oro           |
| Edizione 28 2012 Temu-Ponte di Legno     | 2. Valentina Belotti 13. Renate Rungger 14. Alice Gaggi 17. Antonella Confortola                                                                      | 2. ITA Argento       |
| Edizione 29 2013 Krynica-Zdroj           | 1. Alice Gaggi 3. Elisa Desco 7. Antonella Confortola 15. Samanta Galassi                                                                             | 1. ITA Oro           |
| Edizione 30 2014 Cassette di Massa       | 8. Alice Gaggi 11. Elisa Desco 13. Antonella Confortola 53. Renate Rungger                                                                            | 1. ITA Oro           |
| Anno                                     | Rango e nome dell`atleta | Classifica a squadre |
| Edizione 31 2015 Betws-y-Coed            | 5. Alice Gaggi 12. Samanta Galassi 16. Ivana Iozzia 17. Sara Bottarelli                                                                               | 4. ITA               |
| Edizione 32 2016 Sapareva-Banja          | 2. Valentina Belotti 7. Alice Gaggi 8. Sara Bottarelli 22. Antonella Confortola                                                                       | 1. ITA Oro           |
| Edizione 33 2017 Premana                 | 7. Alice Gaggi 11. Ivana Iozzia 14. Sara Bottarelli Roberta Ciappini (ritiro)                                                                         | 2. ITA Argento       |

#### Medagliere individuale femminile
| Atleta               | Oro | Argento | Bronzo | Totale |
| -------------------- | --- | ------- | ------ | ------ |
| Alice Gaggi          | 1   | 0       | 0      | 1      |
| Antonella Confortola | 0   | 1       | 0      | 1      |
| Chiara Saporetti     | 0   | 1       | 0      | 1      |
| Elisa Desco          | 0   | 0       | 2      | 2      |
| Giuliana Savaris     | 0   | 0       | 1      | 1      |
| Guidina Dal Sasso    | 0   | 0       | 1      | 1      |
| Manuela Di Centa     | 0   | 1       | 1      | 2      |
| Maria Cocchetti      | 0   | 1       | 0      | 1      |
| Maria Grazia Roberti | 0   | 1       | 0      | 1      |
| Matilde Ravizza      | 0   | 1       | 0      | 1      |
| Nives Curti          | 0   | 0       | 1      | 1      |
| Renate Rungger       | 0   | 1       | 0      | 1      |
| Rosita Rota Gelpi    | 2   | 0       | 0      | 2      |
| Valentina Belotti    | 1   | 3       | 0      | 4      |
| Valentina Bottarelli | 1   | 0       | 0      | 1      |

#### Medagliere a squadre femminile
| Squadra | Oro | Argento | Bronzo | Totale |
| ------- | --- | ------- | ------ | ------ |
| Italia  | 14  | 10      | 6      | 30     |

### Femminile Juniores/U20W
Il primo mondiale u20 femminile venne disputato nel 1992 in Val di Susa. Soltanto 5 anni dopo la prova u20 femminile venne riproposta di nuovo. 
| Anno                                 | Rango e nome dell`atleta                                                           | Classifica a squadre |
| Edizione 6 1992 Val di Susa          | 1. Rosita Rota Gelpi 5. Stefania Cagnoli 6. Tamara Dalla Rossa 7. Simona Bonaiti   | 1. ITA Oro           |
| Edizione 13 1997 Male Svatonovice    | 7. Francesca Rastelli 11. Asha Tonolini 19. Giuseppina Rinaudo                     | 3. ITA Bronzo        |
| Edizione 14 1998 Dimitile La Reunion | 9. Asha Tonolini 10. Valentina Belotti 16. Cristina Pozzo                          | 4. ITA               |
| Edizione 15 1999 Mount Kinabalu Park | 4. Valentina Belotti 14. Erica Teani 17. Rosella Cravetto                          | 3. ITA Bronzo        |
| Edizione 16 2000 Bergen              | 4. Adele Montonati 8. Elisa Desco 10. Lara De Faveri                               | 1. ITA Oro           |
| Edizione 17 2001 Arta Terme          | 4. Elisa Desco 7. Valeria Marinoni 10. Michela Beltrando                           | 2. ITA Argento       |
| Edizione 18 2002 Innsbruck           | 8. Michela Beltrando 14. Cecilia Sampietro 17. Sara Dossena                        | 5. ITA               |
| Edizione 19 2003 Girdwood (Alaska)   | 11. Manuela Fadda 16. Serena Pollazzon 22. Sara Dossena                            | 7. ITA               |
| Edizione 20 2004 Sauze d`Oulx        | 5. Serena Pollazzon 15. Isidora Castellani Martina Tazzioli (Ritirata)             | 4. ITA               |
| Edizione 21 2005 Wellington          | 9. Valentina Ghiazza 14. Isidora Castellani 19. Elodie Crespo                      | 6. ITA               |
| Anno                                 | Rango e nome dell`atleta                                                           | Classifica a squadre |
| Edizione 22 2006 Bursa-Uludag        | 4. Alice Gaggi 18. Laura Mugno 28. Lavinia Garibaldi                               | 4. ITA               |
| Edizione 23 2007 Ovronnaz            | 16. Anna Malpaga 25. Clara Faustini 38. Giorgia Morano                             | 9. ITA               |
| Edizione 24 2008 Crans-Montana       | 16. Sara Bottarelli 17. Clara Faustini                                             | 6. ITA               |
| Edizione 25 2009 Campodolcino        | 10. Federica Cerutti 11. Erika Forni 14. Cristina Mondino                          | 4. ITA               |
| Edizione 26 2010 Kamnik              | 15. Letizia Titon 25. Cristina Mondino 28. Silvia Zubani                           | 8. ITA               |
| Edizione 27 2011 Tirana              | 12. Silvia Zubani 19. Ilaria Dal Magro                                             | 7. ITA               |
| Edizione 28 2012 Temu-Ponte di Legno | 15. Ilaria Dal Magro 32. Samanta Bottega 33. Sara Lhansour                         | 10. ITA              |
| Edizione 29 2013 Krynica-Zdroj       | 13. Laura Maraga 15. Alba De Silvestro 17. Simona Pelamatti                        | 7. ITA               |
| Edizione 30 2014 Cassette di Massa   | 22. Alessia Zecca 27. Alba De Silvestro 32. Simona Pelamatti                       | 11. ITA              |
| Edizione 31 2015 Betws-y-Coed        | 6. Roberta Ciappini 14. Giulia Zanne 24. Alessia Zecca                             | 4. ITA               |
| Anno                                 | Rango e nome dell`atleta                                                           | Classifica a squadre |
| Edizione 32 2016 Sapareva-Banja      | 9. Francesca Franchi 11. Federica Zanne 13. Lorenza Beccaria 29. Valentina Gemetto | 3. ITA Bronzo        |
| Edizione 33 2017 Premana             | 9. Paola Varano 10. Linda Palumbo 14. Gaia Colli 30. Anna Frigerio                 | 3. ITA Bronzo        |

#### Medagliere individuale U20W
| Atleta            | Oro | Argento | Bronzo | Totale |
| ----------------- | --- | ------- | ------ | ------ |
| Rosita Rota Gelpi | 1   | 0       | 0      | 1      |

#### Medagliere a squadre U20W
| Squadra | Oro | Argento | Bronzo | Totale |
| ------- | --- | ------- | ------ | ------ |
| Italia  | 2   | 1       | 4      | 7      |